# Kulu (Seunagan)
Kulu is een bestuurslaag in het regentschap Nagan Raya van de provincie Atjeh, Indonesië. Kulu telt 586 inwoners (volkstelling 2010).